# ATP Challenger Košice-2
Der ATP Challenger Košice (offiziell: Košice Challenger) war ein Tennisturnier, das zwischen 1993 und 1998 jährlich in Košice, der Slowakei, stattfand. Es gehörte zur ATP Challenger Tour und wurde im Freien auf Sand gespielt. Dominik Hrbatý gewann im Einzel als einziger zwei Titel; dasselbe gelang Jiří Novák und David Rikl im Doppel, wobei Rikl mit einem weiteren Titel im Einzel der einzige dreifache Turniersieger ist.

## Liste der Sieger

### Einzel
| Jahr | Sieger                | Finalgegner       | Ergebnis      |
| ---- | --------------------- | ----------------- | ------------- |
| 1998 | Dominik Hrbatý (2)    | Fernando Meligeni | 7:5, 6:4      |
| 1997 | Dominik Hrbatý (1)    | Nicolás Lapentti  | 6:4, 6:4      |
| 1996 | Marcos Aurelio Górriz | Dominik Hrbatý    | 6:4, 6:3      |
| 1995 | Adrian Voinea         | Roberto Carretero | 6:3, 4:6, 6:1 |
| 1994 | Horst Skoff           | Iztok Božič       | 6:3, 6:3      |
| 1993 | David Rikl            | Dinu Pescariu     | 7:6, 5:7, 6:3 |

### Doppel
| Jahr | Sieger                           | Finalgegner                       | Ergebnis      |
| ---- | -------------------------------- | --------------------------------- | ------------- |
| 1998 | Jiří Novák (2) David Rikl (2)    | Nebojša Đorđević Marcos Ondruska  | 7:6, 6:4      |
| 1997 | Pat Cash Andrew Kratzmann        | Brent Haygarth Maks Mirny         | 4:6, 6:2, 6:4 |
| 1996 | Olivier Delaître Jeff Tarango    | Jan Kodeš Jr. Petr Pála           | 7:6, 6:3      |
| 1995 | Jiří Novák (1) David Rikl (1)    | Jeff Tarango Adrian Voinea        | 7:6, 6:2      |
| 1994 | Tommy Ho Mikael Tillström        | Emanuel Couto Bernardo Mota       | 7:6, 6:1      |
| 1993 | Branislav Stankovič Marián Vajda | Alejo Mancisidor Federico Sánchez | 6:2, 6:1      |